# Ferrari 340
Der Ferrari 340 ist ein 1951 bis 1953 in verschiedenen Varianten gebauter Sport- bzw. Sportrennwagen des italienischen Automobilherstellers Ferrari. In die Modellfamilie gehört auch der Ferrari 342 America. Die Bezeichnung geht auf den gerundeten Inhalt eines einzelnen Zylinders zurück.

## 340 America (1951)
Hauptartikel: Ferrari 340 America
Ab 1951 nahm Ferrari zusätzlich zu den Modellen mit dem kleineren, von Gioacchino Colombo entwickelten V12 größere Modelle ins Programm, die von Abarten des von Ingenieur Aurelio Lampredi auf Basis des Colombo-V12 hauptsächlich für den Rennsport entwickelten größeren V12-Motors angetrieben worden. Konstruktiver Hauptunterschied der beiden V12-Motorfamilien war, neben weiteren Änderungen, der beim Lampredi-V12 von 90 auf 108 mm vergrößerte Zylinderabstand, der größere Bohrungsmaße erlaubte.
Erstes derartiges Serienmodell war der auf dem Pariser Salon Ende 1950 erstmals gezeigte Ferrari 340 America, dessen Name andeutete, wo das Werk diese teureren Modelle in erster Linie zu verkaufen gedachte.
Der 4,1-Liter-V12 (Bohrung × Hub: 70 × 68 mm) leistete mit drei Weber 40DCF-Doppelvergasern und 8:1 verdichtet 162 kW (220 PS) bei 6000/min. Späte Exemplare erhielten statt der Nass- eine Trockensumpfschmierung. Ansonsten entsprach die Technik des 340 America, der überwiegend im Motorsport eingesetzt wurde, mit Kastenrahmen, vorderen Doppeldreieckslenkern, einer hinteren Starrachse und Trommelbremsen rundum den anderen zeitgenössischen Ferrari-Modellen.
Vom 340 America entstanden auf dem kurzen Radstand von 2420 mm 1951 insgesamt 5 Coupés mit Ghia-Karosserie, 7 Barchetten und zwei Coupés von Touring sowie 5 Coupés, 5 Spider und ein Cabriolet bei Vignale (nach Entwürfen von Giovanni Michelotti), insgesamt 25 Exemplare.

## 340 Mexico (1952)
1952 präparierte Ferrari für die Teilnahme an der Carrera Panamericana vier vom 340 America abgeleitete Fahrzeuge auf dem langen Radstand von 2600 mm und taufte sie, dem Anlass entsprechend, auf den Namen 340 Mexico.
Dank höherer Verdichtung und anderen Vergasern leistete der 4,1-Liter-V12 im Mexico 206 kW (280 PS) bei 6600/min. Vignale karossierte alle vier Mexico-Wagen, drei als Coupé, einen als Spider. Der Spider ging bei der Carrera nicht an den Start, ein Coupé fiel am ersten Tag, ein weiteres am dritten Tag aus und eines belegte am Ende den dritten Platz.

## 340 MM (1953)
Hauptartikel: Ferrari 340MM

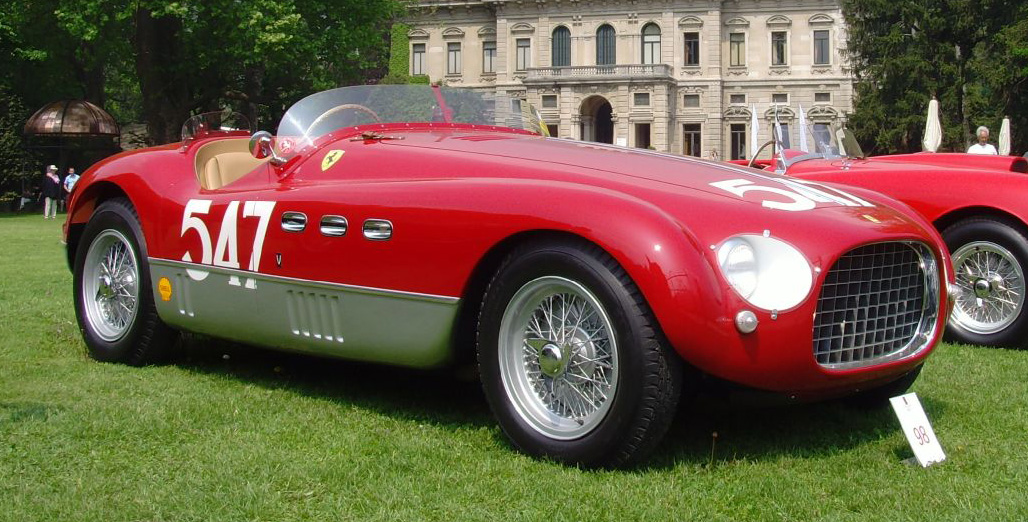
Ferrari 340 MM

In der Saison 1953 bestritt Ferrari GT-Rennen mit dem 340MM (Mille Miglia) mit einem Radstand von 2500 mm. Hier leistete der 4,1 Liter große SOHC-V12 dank dreier Weber 40DCF-Vergaser 221 kW (300 PS) bei 6600/min.
Es entstanden insgesamt 10 Exemplare, zwei Spider mit Touring-Karosserie, 5 Vignale-Spider (nach Michelotti-Entwurf) und drei Pinin Farina-Berlinetten.
Der 900 kg leichte 340MM gewann sein erstes Rennen, den Giro di Sicilia im April 1953, und kurz darauf auch die Mille Miglia und diente als Ausgangspunkt für die Entwicklung des Ferrari 375MM mit größerem 4,5-Liter-V12.

## 342 America

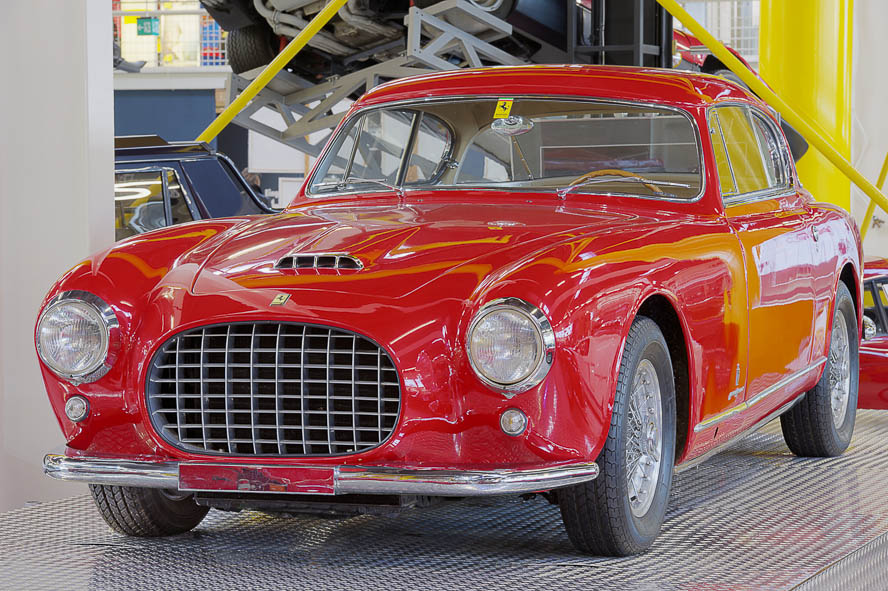
Ferrari 342 America

Als ziviles GT-Modell führte Ferrari 1952 den 342 America auf längerem Radstand von 2650 mm und mit gedrosseltem 4,1-Liter-Motor ein. Im 342 kam die Maschine offiziell auf 206 kW (280 PS). Während die Rennsportversionen ein Fünfganggetriebe aufwiesen, begnügte sich der 1200 kg schwere 342 mit einer Viergangeinheit.
Es entstanden 6 Exemplare des 342 America, 3 Coupés und 2 Cabriolets (eines davon mit 4,5-Liter-V12) mit Pininfarina-Karosserie und ein Vignale-Cabriolet.